# USA:s indiannationer

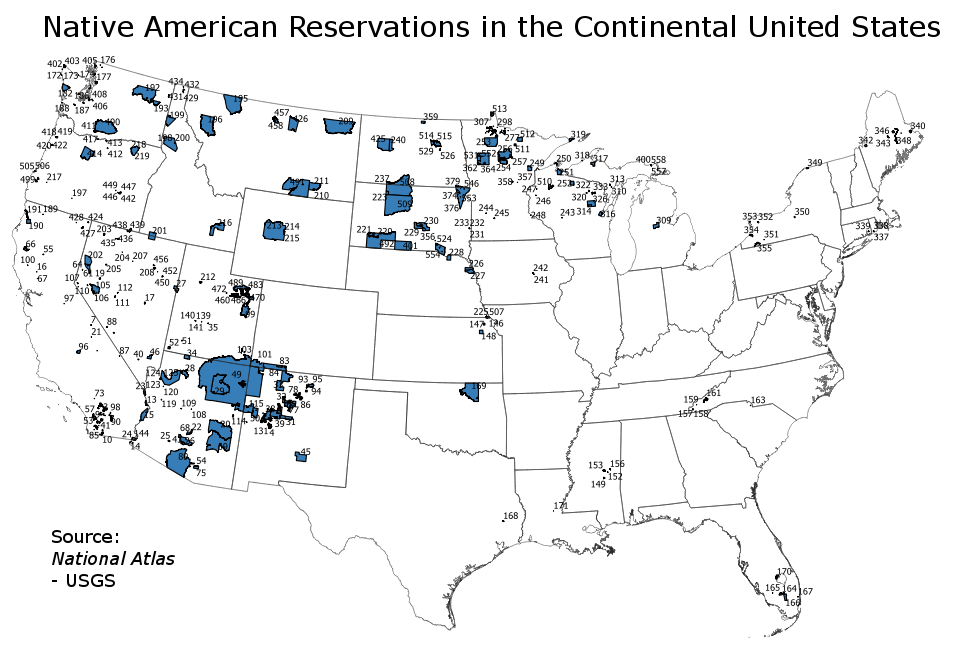
Karta över urfolksnationerna som de såg ut 2019.

Urfolksnationer är i USA de amerikanska urfolk som den federala statsmakten erkänner som självstyrande enheter. De flesta, men inte alla, urfolksnationer har tillgång till ett reservat. Det fanns 574 sådana urfolksnationer 2024.

## Konstitutionell ställning
USA är en förbundsstat där den federala och den delstatliga makten är strängt delad enligt konstitutionen. Varje amerikan har två medborgarskap, ett federalt och ett delstatligt, det senare föränderligt och beroende på var vederbörande har sin domicil. För de urinvånare som bor på reservaten finns ett tredje medborgarskap, det i sin urfolksnation. Men då förhållandet mellan den federala statsmakten och delstaterna regleras av konstitutionen och inte kan ändras utan att både kongressen och delstaterna ger sitt medgivande, så kan kongressen ensidigt lagstifta om vad som gäller för urfolkens nationer.
Eftersom urfolksnationerna fanns före den amerikanska konstitutionen,  är de inte bundna av den amerikanska konstitutionens rättighetsförklaring, Bill of Rights. De har därför gentemot sina medborgare på reservaten befogenheter som vida överstiger vad den federala statsmakten eller delstaterna kan företa sig. Kongressen har dock sedan 1968 genom en särskild lag - Indian Civil Rights Act - garanterat urfolksnationernas medborgare medborgerliga rättigheter även gentemot sin urfolksnation. Rättighetskatalogen i denna lag liknar med viktiga undantag den i Bill of Rights. Undantagen är att en urfolksnation kan inrätta en statsreligion och understödja religionsutövning samt förbjuda och reglera vapeninnehav.
Kongressen kan genom lagstiftning delegera vissa befogenheter över urfolksnationerna till enskilda delstater, men delstaterna har ingen generell jurisdiktion över urfolksnationerna eller urfolksreservaten. Delstatlig lagstiftning i den vägen har upprepade gånger förklarats rättsvidriga av USA:s högsta domstol. Kongressens lagstiftande makt gentemot urfolksnationerna är också inskränkt av konstitutionen. Så kan till exempel kongressen inte konfiskera urfolkens mark utan att rättvis ersättning utbetalas.
I praktiken behandlar den federala statsmakten urfolksnationerna på samma sätt som de behandlar amerikanska besittningar och territorier, som till exempel Puerto Rico. Medan kongressen har en bred allmän lagstiftningsmakt, så är urfolksnationerna självbestämmande politiska enheter som endast är ansvariga inför sina egna medborgare och inför den federala statsmakten.

## Historik
När de europeiska kolonisatörerna först mötte de olika folken behandlade de dem som självständiga nationer. När kolonisatörerna vann överhanden blev urinvånarnas rättsliga ställning inskränkt. Den amerikanska konstitutionen erkänner urfolksnationerna som distinkta politiska enheter, olika både delstaterna och andra främmande nationer. Den federala statsmakten har rätt att reglera relationerna med urfolksnationerna utan inblandning av delstaterna. Fördrag ingångna mellan USA och de olika urfolksnationerna har absolut giltighet. År 1832 fastställde USA:s högsta domstol i ett utslag författat av dess chefsdomare John Marshall, att urfolkens nationer var "inhemska beroende nationer" - domestic dependent nations. De har rätt till självstyre, men har inte rätt att ingå avtal med andra makter än USA.